# Savannah Harmon
 (mars 2025).
Si vous disposez d'ouvrages ou d'articles de référence ou si vous connaissez des sites web de qualité traitant du thème abordé ici, merci de compléter l'article en donnant les références utiles à sa vérifiabilité et en les liant à la section « Notes et références ».
Savannah Ashley Harmon (née le 27 octobre 1995) est une défenseure professionnelle américaine de hockey sur glace pour les Sceptres de Toronto de la Ligue  professionnelle de hockey féminin (LPHF) et membre de l'équipe nationale féminine de hockey sur glace des États-Unis. Auparavant elle a été joueuse pour l'équipe du Minnesota de la Professional Women's Hockey Players Association (PWHPA).